# Guilty All the Same
"Guilty All the Same" é uma canção da banda americana de rock Linkin Park. É o primeiro single do sexto álbum de estúdio do grupo, The Hunting Party (2014), sendo lançada em 6 de março de 2014. A música conta com a participação do rapper estadunidense Rakim, do duo Eric B. & Rakim. A versão radio edit foi lançada no mesmo dia, entretanto, não contendo a participação de Rakim nos vocais e o estilo do hip hop.

## Lançamento e recepção
"Guilty All the Same" foi liberado pela primeira vez em 6 de março de 2014. Foi primeiramente disponível no app Shazam, para celular. O lançamento oficial da canção foi feita no dia seguinte pelo iTunes. A produção da música, e do álbum, foi feita pela própria banda.
Tarun Mazumdar, da International Business Times, deu um parecer positivo a canção, afirmando que "os vocais complementam muito bem o instrumental", e também elogiou o rap de Rakim na parte final da música.

## Lista de faixas
1. "Guilty All the Same" (com participação de Rakim) – 5:55
2. "Guilty All the Same" (Radio Edit) – 3:53

## Tabelas musicais
| País/Parada (2014)                              | Melhor posição |
| ----------------------------------------------- | -------------- |
| Alemanha (Offizielle Deutsche Charts)           | 32             |
| Áustria (Ö3 Austria Top 75)                     | 48             |
| França (SNEP)                                   | 116            |
| Estados Unidos (Alternative Songs)              | 18             |
| Estados Unidos (Bubbling Under Hot 100 Singles) | 17             |
| Estados Unidos (Hot Mainstream Rock Tracks)     | 1              |
| Estados Unidos (Rock Songs)                     | 19             |
| Reino Unido (UK Rock Chart)                     | 3              |
| Reino Unido (UK Singles Chart)                  | 138            |
| Suíça (Schweizer Hitparade)                     | 50             |

## Equipe e colaboradores
Linkin Park
- Chester Bennington – vocal
- Rob Bourdon  – bateria
- Brad Delson – guitarra, backing vocal
- Dave "Phoenix" Farrell – baixo, backing vocal
- Joe Hahn – turntables, samples, programação, backing vocal
- Mike Shinoda – vocal, guitarra base, teclado, sintetizador

Adicionais
- Rakim - vocal adicional